# گنبد سبویی
'گنبد سبویی' گنبدی که با چفد چمانه زده می‌شود گنبد سبویی نام دارد. بهترین نمونهٔ این نوع از گنبد، کنبد سلطانیه است.
با شکوه‌ترین ساختمان شیوهٔ آذری و شاید کل معماری ایران بعد از اسلام، گنبد سلطانیه (قرن هشتم هجری) است که در کنار آن آرامگاه سلطان محمد خدابنده (اولجایتو) ساخته شده‌است. از ارسن*  بزرگ سلطانیه پایتخت سوم ایلخانان (پایتخت اول مراغه و پایتخت دوم تبریز) که در برگیرندهٔ بیمارستان، خانقاه و میان‌سرای بزرگ آن بوده، تنها گنبد خانه و آرامگاه اولجایتو (تربت خانه) باقی‌مانده‌است. این ارسن شاید به اندازهٔ دو برابر میدان نقش جهان اصفهان بوده‌است.
تهرنگ (پلان) گنبد خانه هشت پهلو می‌باشد و در جلوی آن ایوانی بوده که آثارش هنوز دیده می‌شود. گنبد دوپوستهٔ پیوستهٔ آن نزدیک به ۲۵ متر دهانه دارد و چفد پایهٔ آن «چمانه»است که گنبد سبویی پدیدآورده است**.
این بنا ارتفاعی حدود ۵۰ متر دارد (از کف تا نوک گنبد) و نمای درونی گنبد به گونه‌ای گره سازی درهم (آجر و کاشی)، کاشی کاری (معرق و معقلی)، سفال پیش بر، کاشی مهری و سفال مهری آمود شده‌است که بخشی از آن به جای مانده.
ویژگی ساختمانی و نیارشی این گنبد چنان است که دانشمندی چون  سن پائولوزی رئیس دانشکدهٔ معماری فلورانس ایتالیا ساختمان گنبد کلیسای «سانتا ماریا دلفیوره»در شهر فلورانس را بر گرفته از گنبد سلطانیه می داند.